# 8100 Nobeyama
8100 Nobeyama eller 1993 XF är en asteroid i huvudbältet som upptäcktes den 4 december 1993 av de båda japanska astronomerna Masanori Hirasawa och Shohei Suzuki vid Nyukasa-observatoriet. Den är uppkallad efter den japanska byn Nobeyama.
Asteroiden har en diameter på ungefär 7 kilometer.